# Antonio Galli Bibiena
Antonio Luigi Galli Bibiena (ur. 1 stycznia 1697 w Parmie, zm. 28 stycznia 1774 w Mediolanie) − włoski architekt epoki baroku, scenograf i malarz.

## Życiorys
Uczył się w Bolonii u boku ojca Ferdinando Galli da Bibbiena. Jakiś czas spędził też w Barcelonie i Wiedniu. Współpracował z ojcem w pracach restauracyjnych przy Teatro della Fortuna w Fano, a następnie w 1720 z wujem Francesco przy Teatro Aliberti w Rzymie. Jako scenograf brał pierwsze szlify w Teatro Fornaciari w Bolonii w 1721 oraz w Teatro Vicini w Cento. W latach 1723–1724 wraz z bratem Giuseppem tworzył scenografie dla teatru na dworze cesarskim w Wiedniu, dekorując też pałac Questenberg. W 1726 pracował nad dekoracjami w katedrze w Veszprémie na Węgrzech. W 1727 ożenił się z córką swojego współpracownika Santino Bussiego Eleonorą. Został mianowany drugim inżynierem teatralnym dworu wiedeńskiego. W następnych latach dekorował Peterskirche w Wiedniu, pracował też w Klosterneuburgu, Bratysławie, Ansbach oraz Trnawie. W 1737 restaurował fasadę Kościoła św. Barnaby w Mantui. Po 1737 przez szereg lat pracował dla Emeryka Esterházyego, najpierw biskupa Veszprém (1723-1725), potem arcybiskupa Ostrzyhomia (1725-1745). W 1745 powrócił do Wiednia. W 1747 otrzymał urząd architekta cesarskiego. W 1751 powrócił do Włoch, gdzie najpierw odrestaurował Teatro dei Rinnovati w Sienie. Następnie pracował w Colle di Val d’Elsa, Pistoi, Florencji, Forlì, Rawennie, Cremonie, Weronie, Piacenzy, Maceracie i Treviso. Tworzył scenografie dla teatrów w Mediolanie, Parmie, Reggio nell’Emilia i Bolonii. Zaprojektował kościół w Villa Pasquali.